# Xiangshan
Xiangshan ⓘ (en chino, 象山区; pinyin, Xiàngshān qū; literalmente, ‘montaña elefante’) es un distrito urbano bajo la administración directa de la Prefectura Guilin en la Región autónoma de Guangxi, República Popular China. Su área es de 89 km² y su población total para 2020 fue cercana a los 300 mil habitantes.

## Administración
El distrito de Xiangshan se divide en 4 pueblos que se administran en 3 subdistritos y 1 villa.